# Frères Manákis

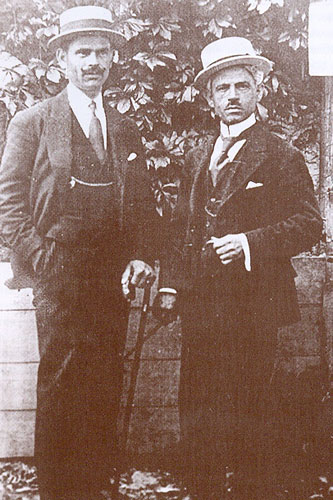
Les frères Manaki.

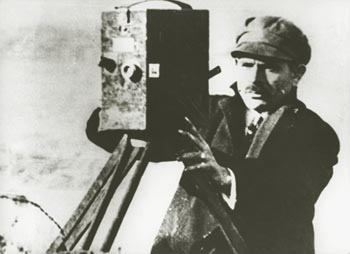
Yannakis Manákis à la caméra Urban Bioscope.

Yannakis (Avdélla, 1878 - Thessalonique, 1954) et Milton Manákia (Avdélla 1882 - Bitola, 1964) sont deux frères pionniers de la photographie et du cinéma dans les Balkans.

## Biographie
Les frères Manákis ou fratsili Manahia en aroumain, sont des valaques du village d'Avdélla dans le Pinde, région majoritairement aroumaine appartenant alors au vilayet ottoman de Monastir, mais devenue grecque en 1912. Il existe plusieurs variantes de leurs prénoms : Yannakis en grec, Ionicā en aroumain, John dans les sources anglophones ; Miltiadis ou Miltos en grec, Milicā en aroumain et Milton en anglais. En 1905, ils partent s'installer à Monastir : ils y ouvrent d'abord un laboratoire de développement d'abord photographique puis cinématographique, et finalement une salle de projections.
Ils ont parcouru l'ensemble des Balkans pour y réaliser leur films qui sont ainsi partagés entre les archives cinématographiques des divers États balkaniques. Ils ont aussi constitué une importante photothèque de 17 300 images concernant entre autres les villages et les populations de leur communauté d'origine : les archives Manahia.
Séparés, ils connurent des destins différents : Milton s'installa en Yougoslavie où il devient un héros national jusqu'à sa mort en 1964, tandis que Yannakis vécut modestement comme photographe à Thessalonique et y mourut en 1954.

## Œuvre
Les frères Manákis ont filmé l'actualité et la vie quotidienne dans les Balkans du début du XXe siècle. Leur filmographie la plus ancienne comprend :
- 1905 Baba Despina (Les Fileuses) ;
- 1906 Inauguration de la première école primaire d'un village du Pinde ;
- 1906 Un mariage valaque ;
- 1907 Pendaisons des Macédoniens insurgés contre le pouvoir ottoman ;
- 1908 Mouvement des Jeunes-Turcs ;
- 1908 Une foire à Grevena ;
- 1911 Voyage du sultan Mehmed V Reşad à Thessalonique et Monastir.

## Postérité
Le Festival international du film des frères Manaki qui se tient depuis 1979 à Bitola en Macédoine du Nord récompense le travail des directeurs de la photographie.